# CLEC
Uma CLEC (competitive local exchange carrier) é uma empresa operadora de telecomunicações que compete com outra, já estabelecida ou com concessão anterior, chamada de ILEC. No Brasil as CLECs foram chamadas de empresas operadoras "espelhos". Por exemplo, para a mesma área de concessão da Oi, a GVT faz o papel de CLEC ou operadora "espelho". A Vésper compete na área da Telefônica em São Paulo. A Intelig, "espelho", compete com a EMBRATEL, "incumbente", concessionária de longa distância.

## Tópicos Relacionados
- Sinalização por canal comum número 7
- Telefonia e Telefone, Telegrafia e Telégrafo
- Telecomunicações no Brasil e Telecomunicação em Portugal
- Rede de Telecomunicações
- Rede de Transmissão
- Rede de Telefonia Fixa e Rede de Telefonia Celular
- Sistemas de telecomunicações
- Princípios da Gerência de Redes
- Gerência de Redes de Telecomunicações e Modelo TMN